# Gorin (Mané)
Pour les articles homonymes, voir Gorin.
Gorin est une localité située dans le département de Mané de la province du Sanmatenga dans la région Centre-Nord au Burkina Faso.

## Géographie
Gorin est situé à 4 km au sud-est de Tanzéongo, à environ 13 km au nord-ouest de Mané, le chef-lieu du département, et à 50 km à l'ouest de Kaya, la capitale régionale. Le village est à 10 km à l'est de la route nationale 22 reliant Kongoussi à Ouagadougou.

## Économie
L'agro-pastoralisme est l'activité économique principale du village.

## Éducation et santé
Le centre de soins le plus proche de Gorin est le centre de santé et de promotion sociale (CSPS) de Tanzéongo tandis que le centre hospitalier régional (CHR) se trouve à Kaya.
Gorin possède une école primaire publique qui bénéficie, comme d'autres écoles du département, d'une coopération éducative avec les écoles de la commune française de Ville-d'Avray.